# Verdin de Jerdon
Chloropsis jerdoni
Espèce
Statut de conservation UICN

 LC  : Préoccupation mineure
Le Verdin de Jerdon (Chloropsis jerdoni) est une espèce d'oiseaux de la famille des Chloropseidés que l'on trouve dans les forêts et les bois en Inde et au Sri Lanka.
Il doit son nom biologiste et médecin anglais Thomas Caverhill Jerdon. Le Verdin de Jerdon est monotypique (pas de sous-espèce).
Il est parfois considéré comme une sous-espèce du Verdin à tête jaune (Chloropsis cochinchinensis), mais il diffère en termes de mesures et de morphologie. En effet, le Verdin de Jerdon n'a pas les rémiges primaires bleus caractéristiques du Verdin à tête jaune.  

## Étymologie
Le nom de la famille vient du genre Chloropsis qui, comme le nom français (Verdin) et le nom anglais (leafbird, pour « oiseau feuille »), rappelle la couleur verte de ces beaux oiseaux.
Son épithète spécifique, jerdoni, lui a été donnée en l'honneur du zoologiste Thomas Caverhill Jerdon (1811-1872).

## Description
Le mâle a un corps vert avec une gorge teintée de jaune, une face noire. Ses parotiques sont bleus avec un cercle oculaire noir. La femelle se distingue par une tête plus verte et une gorge bleue. Les jeunes oiseaux ressemblent à la femelle mais sans la tache bleue sur la gorge.

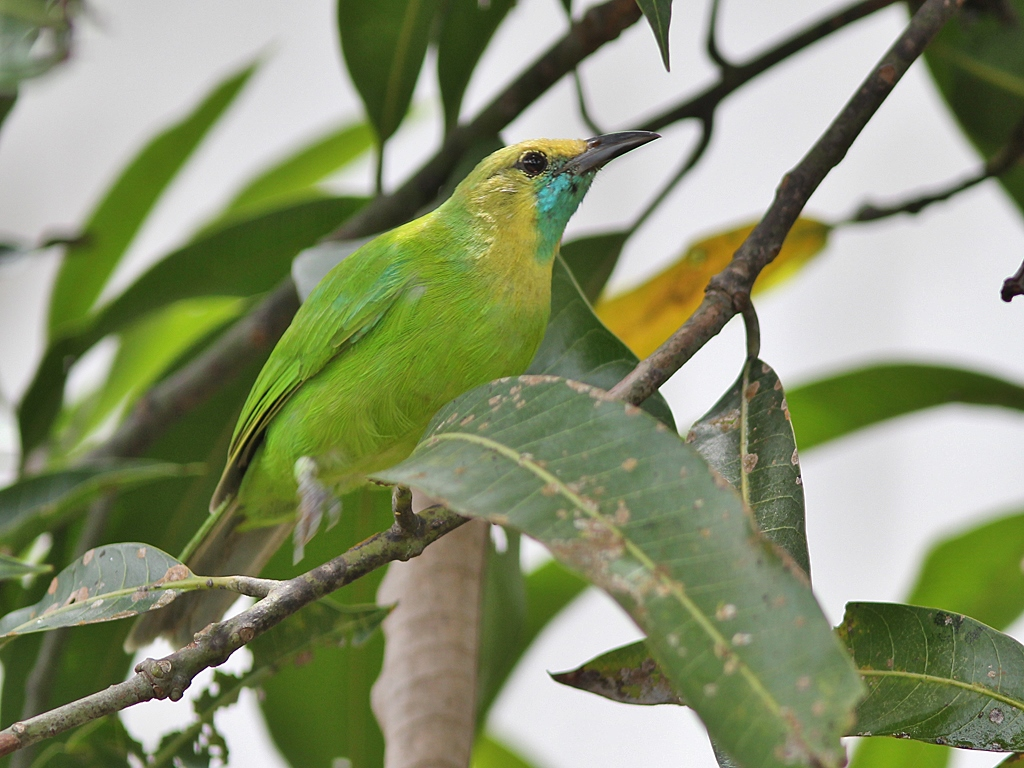
Verdin de Jerdon, femelle à Kannur (Kerala).

## Habitat et comportement
Le Verdin de Jerdon habite dans les forêts tropicales et subtropicales d’Inde et du Sri Lanka. Il est présent dans les zones de cultures agricoles, dans les plantations ou jardins ruraux, dans les zones aquatiques artificielles et dans les milieux humides.
Cette espèce se nourrit d'insectes, de fruits et de nectar. Elle est très timide devant l'eau, ne descend que pour de très courtes périodes pour boire et s'enfuyant rapidement. Elle vole en groupe avec d’autres espèces notamment lorsqu’elle est à proximité d’arbres à fleurs et à fruits. Le chant du Verdin de Jerdon est complexe, se composant de sifflements, d’imitations d’autres espèces et de notes bourdonnantes. 

## Reproduction
Le Verdin de Jerdon construit son nid dans un arbre, et y pond deux à trois œufs. 

## Statut de conservation
La population est stable, l’espèce est classée par l’UICN comme «préoccupation mineure ».

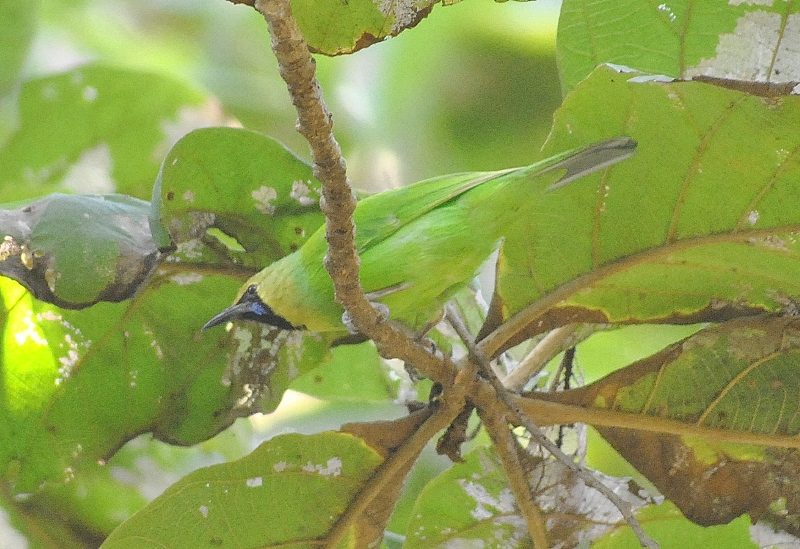
Verdin de Jerdon, mâle en Ankola (Inde).

## Systématique
Le nom valide complet (avec auteur) de ce taxon est Chloropsis jerdoni (Blyth, 1844).
L'espèce Chloropsis jerdoni a été décrite pour la première fois en 1844 par le zoologiste britannique Edward Blyth (1810-1873) sous le protonyme Phyllornis jerdoni.
Ce taxon porte en français le nom vernaculaire ou normalisé suivant : Verdin de Jerdon.